# Digital Research
Digital Research Incorporated (DRI) – przedsiębiorstwo założone przez Gary’ego Kildalla w celu sprzedaży systemu operacyjnego CP/M, którego kontynuacją jest DR-DOS. Jednym z jej produktów jest też GEM. W późniejszym okresie Digital Research została wykupiona przez firmę Novell.